# Schönauer Teich (Litschau)
Der Schönauer Teich ist ein Gewässer in der Katastralgemeinde Schönau bei Litschau in der Stadtgemeinde Litschau im nördlichen Waldviertel im Bezirk Gmünd in Niederösterreich. Das Gewässer wurde wahrscheinlich im 16. Jahrhundert durch Aufstauung des Reißbaches (früher Mühlbach) für die im nördlichen Waldviertel verbreitete Teichwirtschaft angelegt.
Der Schönauer Teich hat eine Gesamtfläche von 10 Hektar.

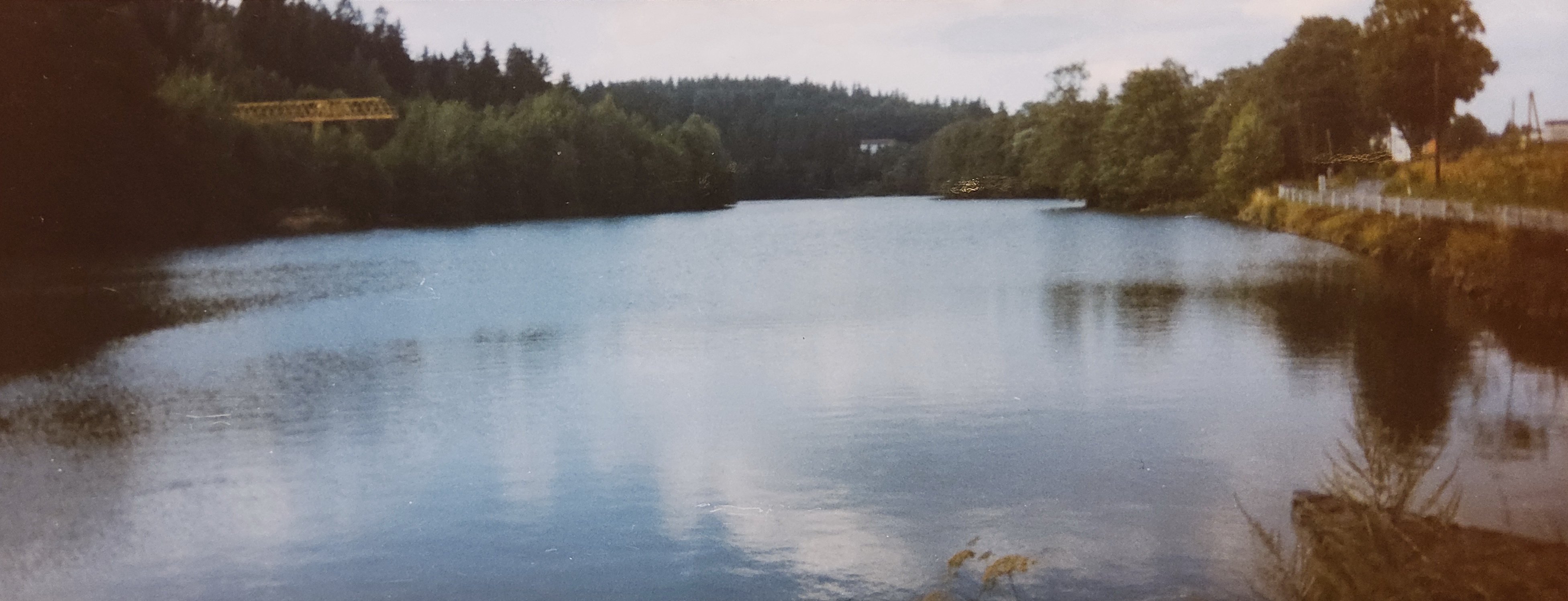
Der Schönauer Teich in Schönau bei Litschau (kurz nach 1990)

## Geschichte
Die Anlage des Schönauer Teiches erfolgte wahrscheinlich im 16. Jahrhundert zusammen mit jener des Herrenteiches (heute Herrensee) im nahen Litschau. Im Gegensatz zur Geschichte der Neukonzeption der Litschauer Hofmühle im 16. Jahrhundert ist die konkrete Entstehung jener im benachbarten Schönau unsicher; gesichert ist nur – und zwar in der Dominikalfassion von 1751 –, dass die herrschaftliche Mühle in Schönau, die vom Abfluss des Teiches betrieben wurde, ebenfalls sechs Gänge hatte, wovon zwei als Sägen konzipiert waren. Von der Gesamtanlage her lassen sich große Parallelen zu Litschau feststellen; auch hier wurde der vorhandene Lauf eines Baches – und zwar des Mühlbaches (heute Reißbach), des Ausläufers des Litschauer Herrenteiches – als Ausgangspunkt zur Anlage eines Teiches genutzt, an dessen Abfluss wiederum eine große Mühle errichtet wurde. Neben der Funktion als Energiespeicher diente der Schönauer Teich auch der Fischzucht; 1751 war er mit 24 Schock (= 1.440 Stück) Fisch besetzt. Der bzw. die Vorgänger der großen sechsgängigen Mühle werden in den Jahren 1369, 1528 und 1541 urkundlich erwähnt.
In den 1730er- und 1740er-Jahren wurde – laut Sterbematriken – die Hofmühle in Schönau von den Müllern Arnberger betrieben.